# Гайовий Григорій Титович
Григо́рій Ти́тович Гайови́й (нар. 4 лютого 1937, Степанівка, Менський район, Чернігівська область, УРСР, СРСР) — український поет та гуморист.Друкується під псевдо Гриць Гайовий.

## Життєпис
Народився 4 лютого 1937 р. в с. Степанівка Менського району Чернігівської області.
Закінчив факультет журналістики Київського державного університету ім. Т. Г. Шевченка.
У 1962 був заарештований в Донецьку за те, що очолював групу дисидентів.
Відсидів 5 років у таборі № 7 (Сосновка), потім на ст. Потьма в таборі № 11 «Дубровлагу», Мордовія.
Звільнившись, майже 20 років не мав можливості працювати за фахом журналіста, ані на «ітеерівській» посаді, а на робітничу не приймали, мотивуючи тим, що мав вищу освіту. Висіла загроза виселення з Києва за звинуваченням у «дармоїдстві». Працював сезонним різноробочим, вантажником, кочегаром.
У часи «гласності» й «перебудови» почав публікувати в неформальній, а згодом і в іншій пресі вірші, публіцистичні статті. Працюючи в журналі «Пам'ятки України», редаґував книжку Л.Лук'яненка «Вірую в Бога і в Україну», написав до неї передмову. Редаґував його книжку «На землі Кленового Листка» (видана 1998 і 2002).

## Громадська діяльність
Був членом проводу Всеукраїнського товариства політичних в'язнів і репресованих, 
З 1999 р. член Національної спілки письменників України.
У 2000—2004 рр. — заступник голови Київської організації НСПУ, нині очолює творче об'єднання сатириків та гумористів цієї організації.

## Премії та нагороди
- Літературна премія «Благовіст» (2010);
- Всеукраїнська літературно-мистецька премія імені Степана Руданського (2014).[1]

## Творчий здобуток
Крім численних переважно публіцистичних публікацій у періодичній пресі, повісті «Зірвані квіти» та великої добірки віршів «Мордовські мотиви», вміщеної у збірнику невільничої поезії «З облоги ночі» (К., «Укр. Письменник», 1993 р), видав шість сатиричних книжок: «Болячка» (К., «Молодь», 1991 р.), «Українські псальми» (К., «Гарт», 1999 р.), «Тінь Дракона» (К., «Гарт», 2000 р.), «Сподвижники» («Гарт» — Київ — «Кентавр» — Харків), «Пересмішник на Парнасі» («Деміур», К., 2001), «Бліда Поганка, або Презумпція невинности» (К., «Юніверс», 2004).